# Konrad Melsbach
Konrad Melsbach, auch Conrad Melsbach (* 12. Juni 1785 in Krefeld; † 10. Juni 1840 ebenda) war ein preußischer Landrat.

## Leben
Konrad Melsbach wurde als Sohn des Johann Anton Melsbach (* 1748 in Krefeld; † unbekannt) und dessen Ehefrau Margaretha (* 1757 in Krefeld; † unbekannt), geb. Seyen geboren. Seine Geschwister waren:
- Sibylla Katharina Melsbach (* 1788; † unbekannt);
- Diedrich Melsbach (* 1790; † unbekannt);
- Johann Peter Melsbach (* 1791; † 1829)

Nach dem Schulbesuch erhielt Konrad Melsbach eine kaufmännische Ausbildung. Nachdem 1801 das Département de la Roer zusammen mit Krefeld als Arrondissement de Crévelt französisches Staatsgebiet wurde, ernannte ihn die damalige Regierung zu einem unbekannt Zeitpunkt zum Kapitän der Nationalgarde und später zum Beigeordneten des Munizipalrates.
Nach der Beendigung der französischen Besetzung am 14. Januar 1814 wurde Krefeld wieder preußisch und Konrad Melsbach erhielt durch den Generalgouverneur Johann August Sack die Stelle eines Kantonskommissars übertragen; im gleichen Jahr wurde er zum Adjutanten des Bataillonskommandeurs der Bürgermiliz in Krefeld ernannt. Dazu erhielt er im September 1814 die Stelle als Kommunal- und Steuereinnehmer von Krefeld. Auf diesem Dienstposten blieb er bis zu seiner Ernennung zum Landrat 1833.
1828 wurde er Mitglied des Kreisstandes, und war somit Angehöriger des Kreisparlamentes. 1833 wurde er dann durch den Kreisstand zum Landrat vom Landkreis Krefeld erwählt und vom König Friedrich Wilhelm III. in diesem Amt bestätigt. Er trat damit die Nachfolge von Jakob Benjamin Heydweiller an, der das Amt im Jahr davor kommissarisch übernommen hatte. Nach seinem Tod ging das Amt erst vertretungsweise an Julius Freiherr von Canitz, der es 1841 an Carl Freiherr von Raesfeld abgab.